# Kees Kousemaker
Kees Kousemaker (Steenbergen, 25 januari 1942 - Bussum, 27 april 2010) was een Nederlands deskundige op het gebied van strips.
Kees Kousemaker was een Nederlandse stripwinkelier, stripverzamelaar en expert op het gebied van strips. Na een tekenopleiding en een korte carrière als tekenleraar in Zeist, opende hij in 1968 stripwinkel Lambiek in de Kerkstraat in Amsterdam, de eerste in stripboeken gespecialiseerde detailhandelsonderneming in Europa. In 1986 vond hier de eerste striptentoonstelling plaats (van tekenaars van het Amerikaanse magazine RAW), en daarmee was ook Galerie Lambiek een feit. In de loop der jaren werd hier werk geëxposeerd van beroemde en spraakmakende striptekenaars uit binnen- en buitenland, onder andere van Chris Ware en François Avril. Kousemaker was bekend en geliefd om zijn hartelijke ontvangst van tekenaars, en de manier waarop hij de strip als 'serieus' medium in de wereld van de kunst introduceerde.
In 1994 was Lambiek een van de eerste Nederlandse bedrijven die online ging, en vanaf 2000 begon Kees Kousemaker aan de zogenoemde Comiclopedia op internet, waarin hij striptekenaars van over de hele wereld verzamelde met een biografie en voorbeelden van hun werk. Ook zette hij de Nederlandse Stripgeschiedenis op de site, een uitgebreide versie van het naslagwerk Wordt Vervolgd, dat hij samen met zijn vrouw Evelien publiceerde. In 2005 volgde nog een boek, De Wereld van de Nederlandse Strip, in samenwerking met Lambiek-medewerkster Margreet de Heer.
In 2006 werd Kees Kousemaker voor zijn verdiensten voor de Nederlandse strip geridderd in de orde van Oranje-Nassau.
Kees Kousemaker deed de zaak in 2007 over aan zijn zoon Boris; vanaf dat moment legde hij zich toe op het uitbreiden van de Lambiek-site. In 2009 werd bij hem kanker geconstateerd en op 27 april 2010 overleed hij in zijn woning te Bussum, omringd door vrouw en kinderen.
Hoe geliefd Kousemaker was blijkt wel uit het feit dat in de dagen na zijn dood tientallen striptekenaars naar Lambiek kwamen om hun medeleven te betuigen, en om zijn doodskist te versieren met tekeningen. Op 1 mei werd hij in besloten kring gecremeerd, waarna in de Amstelkerk een herdenkingsbijeenkomst plaatsvond waarop zijn vele vrienden in de stripwereld nog eenmaal het glas op hem hieven.

## Onderscheiden
In 1995 ontving Kousemaker de Will Eisner Retailers Award tijdens Comic-Con International in San Diego; in 1997 kende het Stripschap hem de P. Hans Frankfurtherprijs toe en in 2006 werd hij geridderd in de Orde van Oranje-Nassau voor zijn verdiensten voor het beeldverhaal.